# 荷馬鎮區 (伊利諾伊州威爾縣)
荷马鎮區（英語：Homer Township）是位於美國伊利諾伊州威爾縣的一個行政鎮區。

## 地方資料
根據2010年美國人口普查的數據，荷马鎮區的面積為93.50平方千米，當中陸地面積為93.40平方千米，而水域面積為0.10平方千米。當地共有人口39495人，而人口密度為每平方千米422.41人。